# ㅓ
ㅓ – samogłoska należąca do grupy pisma hangul, do oznaczenia samogłoski półotwartej tylniej niezaokrąglonej [ʌ]. Według transkrypcji McCune’a-Reischauera samogłoska brzmi "ŏ".
ㅓ jest według Koreańskich Zasad Pisowni (Hunminjeongeum) piętnastą litera alfabetu koreańskiego. Samogłoska wymawiana jest przez lekkie zwinięcie języka i dźwięk nie jest ani głęboki, ani płytki.

## Pismo

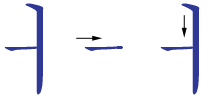
Kolejność pisania ㅓ

## Historia
Samogłoska powstała z połączenie kształtów liter ㆍ i ㅣ.